# Xavier Johnson
Xavier Johnson (Temecula, California, 8 de junio de 1993) es un baloncestista estadounidense que pertenece a la plantilla del Pallacanestro Forlì 2.015 de la Serie A2 italiana. Con 2,01 metros de estatura, juega en la posición de alero.

## Trayectoria deportiva
Es un alero formado en la Mater Dei High School de Santa Ana, California y en 2012, ingresó en la Universidad de Colorado, situada en la ciudad de Boulder, para jugar durante cuatro temporadas la NCAA con los Colorado Buffaloes. No disputaría la temporada 2015-16, por lo que su periplo universitario sería desde 2012 a 2017.
Tras no ser elegido en el draft de la NBA de 2017, disputó la Liga de Verano de la NBA con Denver Nuggets. Durante las temporadas 2017-18 y 2018-19, formaría parte de la plantilla de los Texas Legends de la NBA G League, disputando 28 y 45 partidos, respectivamente.
En la temporada 2019-20, llega a Europa para jugar en el BC Rilski Sportist de la Liga de Baloncesto de Bulgaria.
En la temporada 2020-21, firma por la Orlandina Basket de la Serie A2 del baloncesto italiano.
En la temporada 2021-22, firma por el Scaligera Verona de la Serie A2 del baloncesto italiano, con el que logra el ascenso a la Lega Basket Serie A.
El 15 de julio de 2022, renueva su compromiso con el Scaligera Verona para disputar la Lega Basket Serie A italiana.